# 166749 Sesar
166749 Sesar este un asteroid din centura principală de asteroizi.

## Descriere
166749 Sesar este un asteroid din centura principală de asteroizi. A fost descoperit pe 10 octombrie 2002 la Apache Point Observatory în cadrul programului Sloan Digital Sky Survey. Asteroidul prezintă o orbită caracterizată de o semiaxă mare de 3,15 ua, o excentricitate de 0,19 și o înclinație de 13,2° în raport cu ecliptica.